# کاسکو
طوطی خاکستری یا طوطی خاکستری کنگو یا طوطی خاکستری آفریقایی (Psittacus erithacus) که در ایران با نام کاسکو شناخته می‌شود، یکی از اعضای خانواده طوطیان و از طوطی‌های راستین می‌باشد. این پرنده از محبوب‌ترین طوطی‌ها در بسیاری از کشورهای جهان است. در سال‌های گذشته طوطی تیمنه (Psittacus timneh) به عنوان زیرگونه ای از کاسکو شناخته می‌شد اما در حال حاضر به عنوان گونه ای مجزا ثبت شده است.

## مشخصات
این پرنده از طوطی‌های متوسط جثه است. میانگین اندازه بدن طوطی خاکستری ۳۳ سانتی‌متر و وزن آن در حدود ۴۰۰ تا ۵۰۰ گرم است. میانگین اندازه نوک بال تا بال آن در هنگامی که بالهای خود را باز کرده ۴۶_۵۶ سانتی‌متر است. رنگ پروبالش خاکستری است و نوک بال‌ها و دم سفید رنگ و رنگ دُم سرخ است. دُمگاه به رنگ خاکستری روشن و پاها خاکستری تیره هستند. رنگ منقار پرنده سیاه و رنگ چشم پرنده بالغ زرد روشن و هر دو جنس نر و ماده از نظر ظاهری شبیه به هم هستند. بدن برخی از نمونه‌های جهش یافته از این پرنده کاملاً قرمز رنگ بوده یا بخش‌هایی از بدنشان قرمز رنگ است. این پرنده پس از بلوغ در تمام طول زندگی زادوولد می‌کند و معمولاً در حدود ۴۰ تا ۶۰ سال در اسارت و در حدود ۲۳ سال در طبیعت عمر می‌کند.

## پراکندگی و زیستگاه
کاسکو در مناطق استوایی قارهٔ آفریقا زندگی می‌کند که شامل کشورهای کنیا، اوگاندا، کنگو، آنگولا، کامرون، گابن، غنا و ساحل عاج می‌شود. تعداد این پرنده در طبیعت در حال کاهش است.

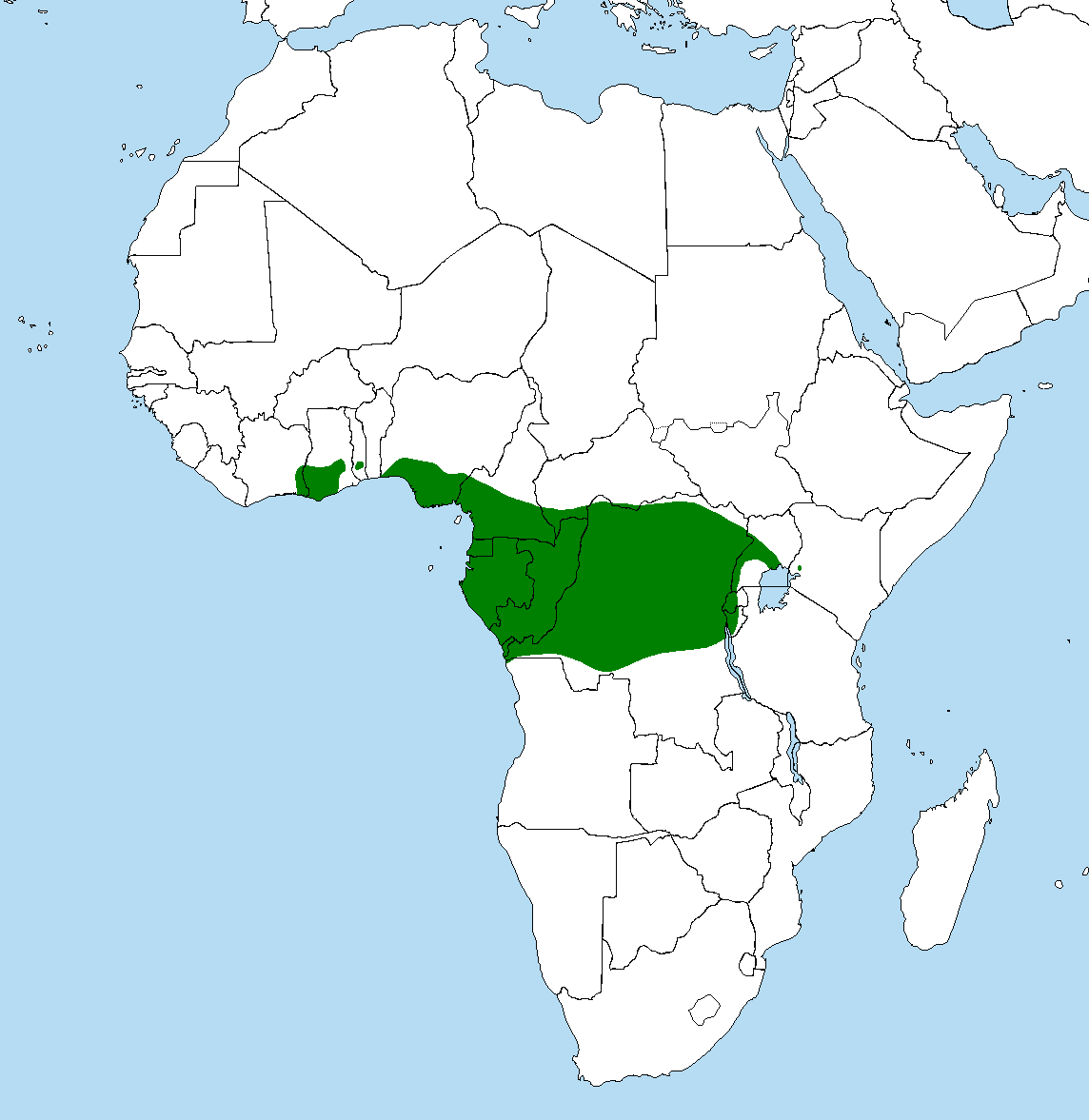
نقشه زیستگاه‌های کاسکو

این پرنده معمولاً جنگل‌های انبوه را به مناطق دشتی و کم درخت و ساوانا ترجیح می‌دهد. در برخی از کشورهای آفریقایی جمعیت این پرنده به دلیل تخریب جنگل‌ها و صید بی‌رویه (جهت فروش در بازار حیوان خانگی) به شدت کاهش یافته است.

## رفتارشناسی و اکولوژی
کاسکوها در طبیعت پرندگانی خجالتی و مرموز هستند که معمولاً در مناطق جنگلی انبوه و دور افتاده زندگی می‌کنند و به همین دلایل اطلاعات زیادی در مورد رفتارها و نحوه زندگی آن‌ها در طبیعت وجود ندارد. برخی از مشاهدات نشان می‌دهد که کاسکوها در طبیعت نیز صداهای مختلف و جالبی را تولید می‌کنند و بسیاری از این صداها تقلیدی از صدای سایر پرندگان و جانوران در محیط اطرافشان است.
تغذیه
این پرنده در طبیعت بیشتر از میوه‌ها، سبزیجات، دانه جات، غلات، میوه‌های مغز دار، خشکبار (نظیر پسته، گردو، بادام و تخمه و فندق) و بذر گیاهان، تنهٔ درختان، حشرات و حلزون‌ها تغذیه می‌کند. در وضعیت اسارت از غذاهایی مثل سیب زمینی پخته و لوبیا سبز نیز تغذیه کرده و در این شرایط تغذیه از یک منبع حاوی کلسیم نیز ضروری است.
تولید مثل
کاسکوها زندگی تک همسری دارند و معمولاً حفره‌های درختان را به عنوان آشیانه و محل تخم‌گذاری انتخاب می‌کنند. جنس ماده بین ۳ تا ۵ تخم گذاشته و مدت ۳۰ روز روی آن‌ها خوابیده و از آن‌ها مراقبت می‌کند. جنس نر طی این دوره به جفت خود غذا رسانی می‌کند و به همراه هم از تخم‌ها، جوجه‌ها و آشیانهٔ خود دفاع می‌کنند. جوجه‌ها در هنگام خروج از تخم در حدود ۱۲ گرم وزن دارند و بین چهار تا پنج هفته توسط والدین تغذیه و مراقبت می‌شوند و معمولاً پس از ۱۲ هفته لانه را ترک می‌کنند.

## هوش کاسکو

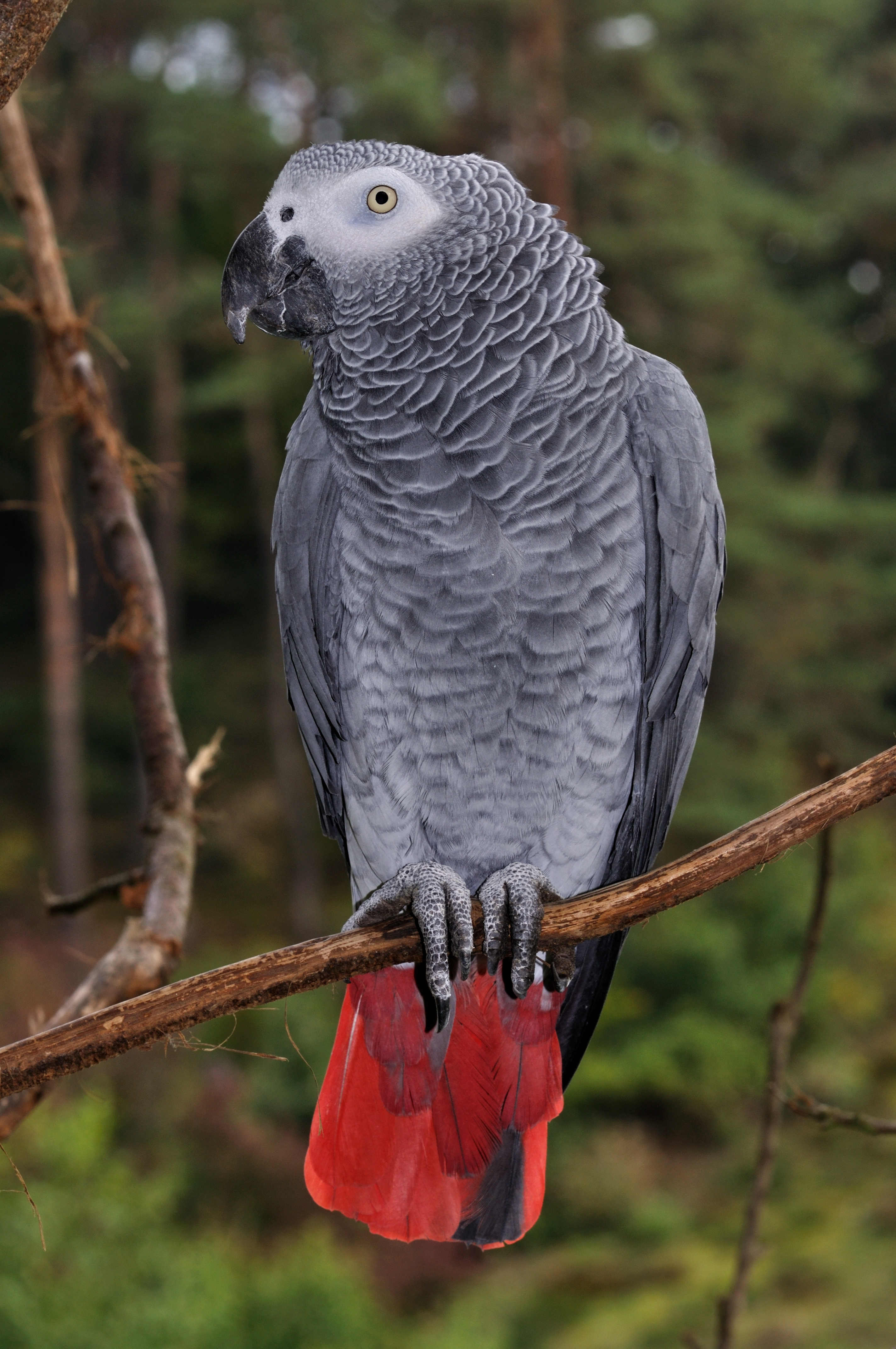
کاسکو

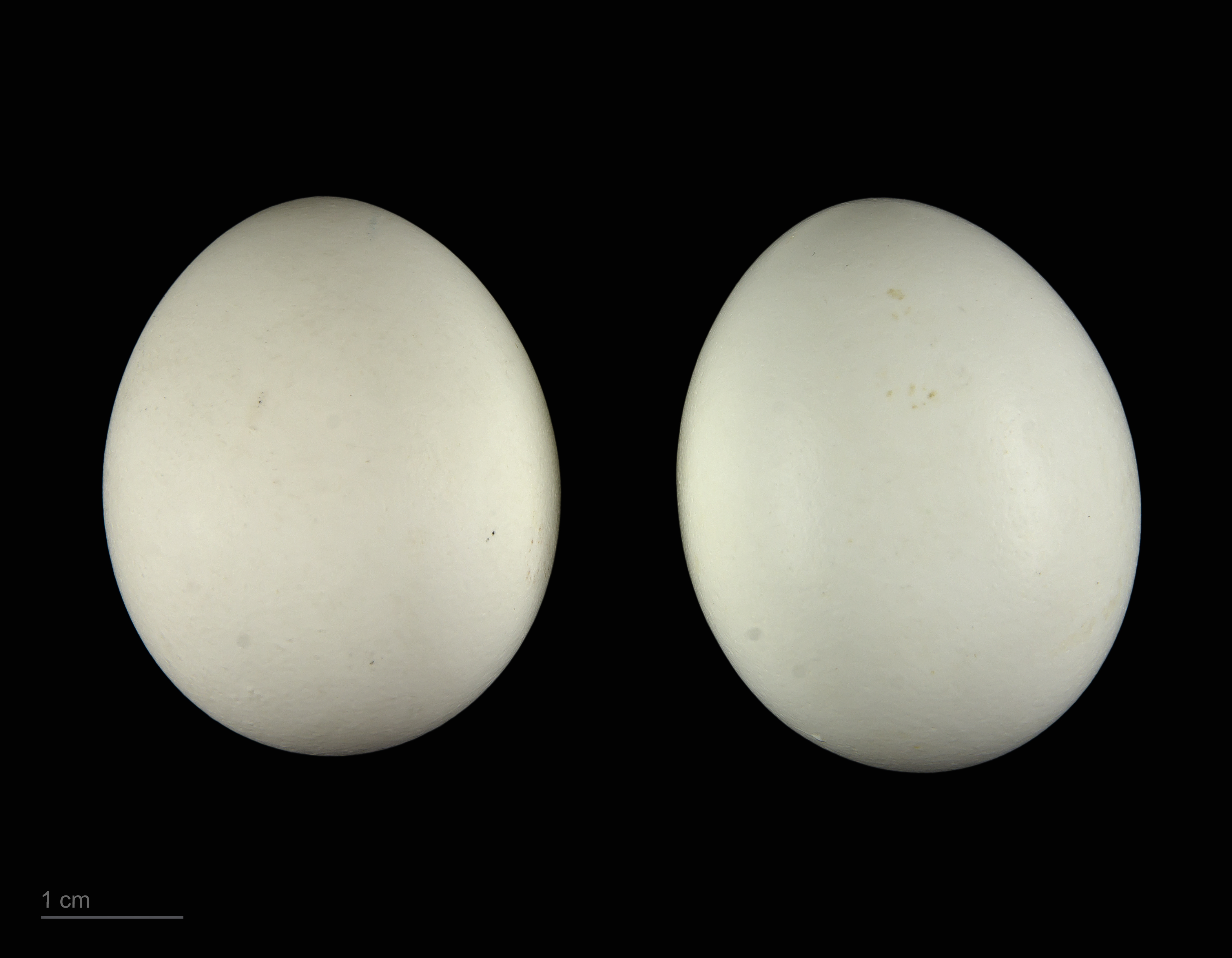
Psittacus erithacus

در حالی که تعیین میزان هوش در حیوانات و قضاوت دربارهٔ این که کدامیک از هوش بیشتری برخوردار است عملاً کار دشوار و سختی است، اما بسیاری از دانشمندان معتقدند که طوطی‌ها در بین پرندگان از این لحاظ شاخص می‌باشند. در این بین کاسکو با داشتن قوه ادراک بالاتر از بقیه قرار می‌گیرد. بعضی بررسی‌ها نشان داده است که میزان هوش کاسکو از جهاتی با یک انسان ۴–۶ساله برابری می‌کند و این پرنده دارای احساساتی مانند اهمیت دادن و علاقه به دیگران می‌باشد. برخی نیز معتقدند که کاسکو تنها یک تقلیدکننده کلمات نیست بلکه او قادر است که مفهوم واقعی کلمات را نیز درک نماید. دکتر آرین پیپربرگ در کتاب خود «مطالعاتی دربارهٔ آلکس» اظهار می‌دارد: «کاسکو قادر است مفهوم کلمات را به خوبی درک کند. این پرنده می‌تواند مفهوم صفر را درک نموده و عدم وجود یک چیز را کاملاً بفهمد». همچنین طی بررسی‌ها مشخص شد که کاسکوی مورد آزمایش حدود ۱۰۰کلمه را یادگرفته و متوجه تفاوت‌ها در نوع اشیا، شکل و رنگ آن‌ها می‌شود و میان آن‌ها تمایز قائل است.
البته مطالب گفته شده بدین معنی نیست که مغز این پرنده شبیه به مغز انسان عمل می‌کند، بلکه منظور این است که این مغز می‌تواند برخی از مسایل منطقی را به یکدیگر مرتبط ساخته و در سطح بسیار پایین آن‌ها را تجزیه و تحلیل نماید.

## تعیین سن
کاسکوها تا سن ۶ ماهگی دارای چشمانی کاملاً سیاه هستند بعد از ۶ ماهگی مایل به دودی رنگ می‌شود سپس کمرنگ تر شده و سفیدی دور مردمک چشم پدید می‌آید. با گذشت زمان رنگ سفید چشم هم رو به زرد و پرتقالی می‌رود پرنده مسن جثه بزرگتری دارد و کمی عصبی است.